# Réflexions sur l'imitation des œuvres grecques dans la sculpture et la peinture
Les Réflexions sur l'imitation des œuvres grecques dans la sculpture et la peinture (en allemand : Gedanken über die Nachahmung der griechischen Werke in der Malerei und Bildhauerkunst) sont un essai de l'antiquaire allemand Johann Joachim Winckelmann publié en 1755. Premier livre de l'auteur, il a profondément renouvelé l'approche de l'art grec et plus généralement la réflexion sur l'art.